# Pedro Estevam de Lima
Pedro Estevam de Lima (Bezerros, 3 de março de 1922 – 16 de setembro de 1992) foi um médico brasileiro.
Graduado em 1945 na Faculdade Nacional de Odontologia da Universidade do Brasil. Foi eleito membro da Academia Nacional de Medicina em 1991, sucedendo Ermiro Estevam de Lima na Cadeira 80, que tem Júlio Oscar de Novaes Carvalho como patrono.